# Lama l'ami
Albums de Serge Lama
Serge Lama chante les autres Symphonique
Lama l'ami est un album live de Serge Lama enregistré à l'Olympia de Paris en 1996.

## Titres
| 1.  | Les Ballons rouges                                          | Yves Gilbert  | 3:11 |
| 2.  | Le 15 juillet à 5 heures                                    | Yves Gilbert  | 3:35 |
| 3.  | La salle de bain                                            | Alice Dona    | 2:40 |
| 4.  | Ne t'en fais pas (c'est toujours comme ça la première fois) | Yves Gilbert  | 2:43 |
| 5.  | Mon ami, mon maître                                         | Yves Gilbert  | 3:16 |
| 6.  | L'amitié c'est quand on n'a pas d'fille                     | Alice Dona    | 2:45 |
| 7.  | Les petites femmes de Pigalle                               | Jacques Datin | 2:20 |
| 8.  | La fiancée                                                  | Jacques Datin | 3:07 |
| 9.  | J'ai refait l'amour avec elle                               |               | 3:26 |
| 10. | Neige                                                       |               | 3:38 |
| 11. | Je t'aime à la folie                                        | Yves Gilbert  | 2:39 |
| 12. | Oh comme les saumons                                        | Alice Dona    | 3:15 |
| 13. | L'esclave                                                   | Yves Gilbert  | 3:55 |
| 14. | D'aventures en aventures                                    | Yves Gilbert  | 3:26 |

| 1.  | Femme, femme, femme                 | Alice Dona                      | 2:49 |
| 2.  | La vie lilas                        | Alice Dona                      | 3:19 |
| 3.  | L'Algérie                           | Alice Dona                      | 4:25 |
| 4.  | Quand on a réussi                   |                                 | 3:12 |
| 5.  | Les glycines                        | Yves Gilbert, Jean-Claude Petit | 4:25 |
| 6.  | Une île                             | Yves Gilbert                    | 4:18 |
| 7.  | Titanic                             | Yvan Cassar                     | 4:44 |
| 8.  | Je suis un homme                    | Yves Gilbert                    | 4:19 |
| 9.  | Chez moi                            | Alice Dona                      | 3:43 |
| 10. | Je te partage                       | Yves Gilbert                    | 3:28 |
| 11. | Les hommes qui font rire les femmes |                                 | 4:08 |
| 12. | Je suis malade                      | Alice Dona                      | 3:51 |
| 13. | Et puis on s'aperçoit               | Yves Gilbert                    | 3:37 |